# Groundskeeper Willie
Groundskeeper Willie er en gennemgående figur fra tegnefilmserien "The Simpsons". Han er født i Skotland og arbejder som pedel på Springfield Elementary School. Han er muligvis blevet ansat af rektor Seymour Skinner, da han har arbejdet på skolen omtrent lige så længe som Skinner. Man mener, at Willies nationalitet er årsagen til hans fjendtlige natur, som illustreret her:
Willie: "Brothers and sisters are natural enemies! Like Englishmen and Scots! Or Welshmen and Scots! Or Japanese and Scots! Or Scots and other Scots! Damn Scots! They ruined Scotland!" 
Skinner: "You Scots sure are a contentious people." 
Willie: "You just made an enemy for life!"
I et afsnit prøver Lisa Simpson at lære Willie bedre manerer. Det lykkes, og Willie forvandles til en velfriseret og fredselskende gentleman. Han siger derefter op som pedel og får arbejde som tjener på en restaurant. Til sidst bliver han dog træt af den måde, kunderne behandler ham på, og han bliver altter sit gamle vrede og krigeriske jeg. Han får sit gamle arbejde til tilbage og flytter ind i sit gamle skur igen. Lisa giver ham en gave i form af et "hjem, kære hjem"-skilt som hun hænger op på en væg. Willie lader, som om han er glad for skiltet, men da Lisa er gået, flår han skiltet ned og tramper på det, imens han råber: "Jeg kan bedre lide mit skur, som det var før!" 
Willie bliver kun omtalt som "Groundskeeper Willie", som betyder "Pedel Willie". Han efternavn er "MacMoran", men det navn høres aldrig i tv-serien. Det optræder dog i tegneseriebladet "Simpsons Comics" fra Februar 2005.